# Розенбаум Олександр Якович
Олекса́ндр Я́кович Розенба́ум (нар. 13 вересня 1951, Ленінград, РСФСР) — радянський та російський автор-виконавець, співак, композитор, поет, актор, письменник, Заслужений артист Росії (1996), Народний артист Росії (2001). В минулому депутат Державної думи Російської Федерації від партії «Єдина Росія». Підтримує політику Володимира Путіна. Фігурант центру бази «Миротворець». Занесений до переліку осіб, що створюють загрозу нацбезпеці України.

## Біографія
Народився 13 вересня 1951 року в Ленінграді в сім'ї студентів-однокурсників 1-го Медичного інституту, Якова Шмар'євича Розенбаума та Софії Семенівни Міляєвої. Яків і Софія закінчили інститут 1952 року, далі родина Розенбаумів переїхала до східного Казахстану, до Зиряновська. Яків, лікар-уролог, став там головним лікарем міської лікарні; професія Софії — акушер-гінеколог. Протягом шести років батько й мати Сашка лікували мешканців Зирянівська. У цей же період в сім'ї народився ще один син — Володимир Розенбаум.
Став вивчати музику з п'ятирічного віку. Закінчив школу № 209 на вулиці Повстання — колишній Павловський інститут благородних дівиць, де раніше навчалися його батьки, а потім — дочка. Закінчив музичну школу № 18 за класом фортепіано та скрипки спочатку під керівництвом Лариси Янівни Іоффе, а згодом — талановитого вчителя Марії Олександрівни Глушенко. Сусідом його бабусі був відомий гітарист Михайло Олександрович Мінін, у якого навчився азам, грі на гітарі навчався сам, брав участь у самодіяльності, потім закінчив вечірнє музичне училище за класом аранжування. Грав для друзів, вдома та у дворі. За словами Розенбаума, він «на сцені з п'яти років». Ходив на фігурне катання, у 12 років перейшов до секції боксу «Трудові резерви».
У дитинстві кожне літо проводив в Україні, так як його батько народився в українському місті Ніжин. Вважає Київ найкращим містом, після Петребургу (Росія). Написав багато пісень у Києві.
У 1968—1974 роках навчався в Першому медичному інституті в Ленінграді. Досі щорічно дає там концерти. Його виключили з інституту за те, що він не поїхав разом з іншими студентами на традиційне збирання картоплі, але в армію не взяли через поганий зір. Олександр пішов працювати в лікарню. Через рік він поновив навчання в інституті. 1974 року здав на відмінно всі державні іспити й отримав диплом лікаря-терапевта загального профілю. Його спеціалізація — анестезіологія та реаніматологія. Пішов працювати у швидку допомогу, на Першу підстанцію, розташовану на вулиці Професора Попова, б. 16Б, неподалік від рідного інституту.
Навчався у вечірньому джазовому училищі при Палаці культури ім. С. М. Кірова. Пісні почав писати з 1968 року в інституті для капусників, студентських спектаклів, вокально-інструментальних ансамблів і рок-груп. 1980 року пішов на професійну естраду. Грав у різних групах.
Родинне життя Розенбаума почалося рано, але перший шлюб тривав недовго. Вже через рік він знову одружився, цього разу на своїй однокурсниці, у подружжя народилася дочка Ганна. У Розенбаума був вибір між професією лікаря, за якою він вже пропрацював 5 років, і естрадною кар'єрою. Вибір було зроблено на користь музики.
Виступав у складі груп та ансамблів: «Адміралтейство», «Аргонавти», ВІА «Шестеро молодих», «Пульс» (під псевдонімом Аяров, від «А. Я. Розенбаум»).
Початком сольної діяльності можна вважати виступ 14 жовтня 1983 року в Будинку культури МВС ім. Ф. Е. Дзержинського. Надалі він став художнім керівником театру-студії «Творча майстерня Олександра Розенбаума».
У 1996 році Олександр Розенбаум давав концерт на Майдані Незалежності у Києві.
У 1999 році разом із Андрієм Макаревичем їздив в експедицію у джунглі Амазонки (Бразилія).
2003 року обраний депутатом Державної думи Росії від партії «Єдина Росія».
Віце-президент і художній керівник концертного відділу товариства «Велике місто».
Голова ради Фонду розвитку історичної спадщини «Кронштадт». «Відновлення Морського собору м. Кронштадта і повернення його людям для служіння тій ідеї, для якої він був створений — бути головним морським храмом країни, — на думку Голови ради фонду Олександра Розенбаума є „святим завданням“».
28 червня 2005 року підписав серед 50 представників громадськості лист на підтримку вироку колишнім керівникам «Юкоса».
У 2009 році разом з Андрієм Макаревичем подорожував по рікам Пантаналу (Бразилія).
Мешкає і працює в Санкт-Петербурзі.
Підписав серед 42 відомих петербуржців відкритий лист президенту Дмитру Медведєву на підтримку будівництва «Охта-центру».
Учасник щорічної Національної Премії Шансон Року у Кремлі 26 березня 2011.
Захоплюється боксом.

## Політичні погляди
7 грудня 2003 року Розенбаум став депутатом російського парламенту (четверта Дума) від владної партії «Єдина Росія», та заступника голови комітету Держдуми РФ з культури.

### Підтримка окупації України
Підтримав позицію Володимира Путіна щодо російської агресії в Криму. За це йому заборонили в'їзд в Україну. У 1994 році казав, що Крим не є російським чи українським і пропонував віддати його татарам.
Підтримав Російське вторгнення в Україну у 2022 році. У червні 2022 року в інтерв'ю Ксенії Собчак висловився так: «не вважаю свободою, коли люди не можуть висловлювати свою думку на користь меншості, яка окупувала своєю ідеологією Україну» та «Окупанти насправді — це Західна Україна, прокачана грошима колективного Заходу.».

## Офіційна дискографія
(вказана дата запису, а не видання)
- «Домашний концерт»[31] (1981)
- «Памяти Аркадия Северного» (квітень 1982) (спільно з Братами Жемчужними)
- «Посвящение посвящающим»[32] (1983)
- «Новые песни»[33] (листопад 1983) (спільно з Братами Жемчужними)
- «Концерт в Воркуте»[34] (1984)
- «Эпитафия»[35] (1986)
- «Мои дворы»[36] (1986)
- «Нарисуйте мне дом»[37] (1987)
- «Дорога длиною в жизнь»[38] (1987)
- «Концерт на ЛОМО»[39] (1987)
- «Нью-Йоркский концерт»[40] (1987)
- «Казачьи песни»[41] (1988)
- «Анафема»[42] (1988)
- «Гоп-стоп»[43] (1993)
- «Ностальгия»[44] (1994)
- «Горячая десятка»[45] (1994)
- «Вялотекущая шизофрения»[46] (вересень 1994)
- «Розовый жемчуг»[47] (серпень-листопад 1995) (спільно з Братами Жемчужними)
- «На плантациях любви»[48] (березень-травень 1996)
- «Концерт в день рождения»[49] (4 жовтня 1996)
- «Возвращение на Арго»[50] (лютий 1997)
- «Июльская жара»[51] (листопад 1997)
- «Транссибирская магистраль»[52] (листопад 1999)
- «Настоящий солдат»[53] (квітень 2001)
- «Старая гитара»[54] (2001)
- «Странная жизнь»[55] (2003)
- «Я вижу свет»[56] (липень-серпень 2005)
- «Попутчики»[57] (2007)
- «Мечта блатного поэта»[58] (лютий 2009)
- «Рубашка нараспашку»[59] (травень-червень 2010)
- «Берега чистого братства»[60] (липень 2011) (спільно з Григорієм Лепсом)
- «Метафизика»[61] (запис 2014—2015; реліз 11 грудня 2015)
- «Симбиоз» (2019)
- «Ритм Лю Блюз»[62] (2020)

## Відеокліпи
- «Фонарщик»[63] (1990)
- «Флагманский марш»[64] (1996)
- «Подари, Господь, мелодию»[65] (2000)
- «Кантри на завалинке»[66] (2000)
- «Вальс-Бостон»[67] (2001)
- «Колыбельная»[68] (2001)
- «Клетчатый»[69] (2003) (спільно з Дмитром Гордоном)
- «Вечерняя застольная»[70] (2011) (спільно з Йосипом Кобзоном і Григорієм Лепсом)
- «Любовь на Бис!»[71] (2012) (спільно з Зарою)
- «Почти»[72] (2020)
- «Держи свой такт»[73] (2020)

## Фільми про Олександра Розенбаума
- 1996 — «Я не могу назвать себя звездой»[74] (ТРК «Київ»)

## Державні нагороди
- Орден Пошани (7 вересня 2011)[75]
- Народний артист РФ (2001)
- Заслужений артист РФ (1996)
- Ювілейна медаль «300 років Російському флоту»[76].
- Ювілейна медаль «70 років збройних сил СРСР»
- Медаль «Ветеран Збройних сил СРСР»
- Медаль «Захиснику Вітчизни»[77]